# Power Rangers Zeo: Battle Racers
Power Rangers Zeo: Battle Racers è un videogioco simulatore di guida sviluppato da Natsume e pubblicato da Bandai nel settembre del 1996 per SNES.

## Modalità di gioco
Il gioco è basato sulla generazione Zeo dei Power Rangers. La grafica del gioco adopera la Mode 7 del Super Nintendo.
I giocatori possono scegliere tra i Rangers Zeo (Rosa, Giallo, Rosso, Blu, Verde, Dorato) e i loro nemici (Re Mondo, Cog Soldier) per competere in 16 piste divise in 5 gran premi. Ogni pilota ha diversi attributi (tra accelerazione, velocità e aderenza). Nelle piste sono sparsi vari ostacoli e catalizzatori di velocità, e i giocatori possono attaccarsi l'un l'altro sparandosi con il Blaster. Ogni giocatore ha a disposizione 5 colpi per corsa, eccetto per Cog Soldier che dispone di colpi infiniti.
Power Rangers Zeo: Battle Racers presenta varie modalità di gioco, sia per giocatore singolo (gara, prova a tempo) che per multigiocatore: corsa a punti, in cui i giocatori devono guadagnare più punti possibile per vincere, Bumper Chase, in cui l'obbiettivo del giocatore è di speronare gli avversari e sbatterli fuori dalla pista, e Blaster Master, in cui i giocatori si sfidano in una battaglia regolata dalla presenza di barre della vita.

## Accoglienza
The Feature Creature di GamePro ha bocciato il gioco, criticandolo per l'uso dello split screen anche in modalità giocatore singolo e per i controlli rigidi. Power Rangers Zeo: Battle Racers ha ottenuto un punteggio di 2 su 5 in ogni categoria (grafica, sonoro, controlli e fattore divertimento).